# Opernturm
OpernTurm (en español: Torre de la Ópera) es un rascacielos de 43 plantas y 170 m de altura situado en el distrito Westend-Süd de Fráncfort, Alemania. El edificio se sitúa frente a Alte Oper, en la esquina de Bockenheimer Landstraße con Bockenheimer Anlage. Fue diseñado por Christoph Mäckler. El promotor fue Tishman Speyer, una empresa estadounidense que había construido previamente el Sony Center en Berlín y el Messeturm en Fráncfort.

## Diseño
El Opernturm se compone de una torre de 42 plantas y 170 m de altura y un podio de 7 plantas y 26 metros, situados frente a la Alte Oper. Se accede al edificio por un vestíbulo de 18 m de altura. La fachada de piedra amarilla-beige se diseñó para encajar con los edificios que rodean la plaza Opernplatz. Diseñado para consumir un 23% menos de energía que la estipulada por la EnEV Energy Regulation de Alemania de 2007, el Opernturm fue uno de los primeros edificios de oficinas en Europa certificados con el LEED Oro.
La parcela fue ocupada por uno de los primeros edificios altos de Fráncfort, la Zürich-Haus, de 68 m de altura, construida en 1962. En 1998 el dueño del edificio, Zürich Versicherung, encargó a la firma de Christoph Mäckler diseñar un nuevo edificio que tendría 22 m más de altura para aumentar el uso del terreno. Sin embargo, al considerar achaparrado el edificio propuesto inicialmente, Zürich Versicherung sugirió al gobierno local construir una nueva torre de 160 m de altura y para compensar este aumento de altura poner a disposición terrenos de la empresa para extender el adyacente parque Rothschild hasta Bockenheimer Landstrasse. El gobierno local lo aceptó, pero Zürich Versicherung no siguió adelante con el proyecto y vendió la parcela vacía (la antigua torre se demolió en 2002) al promotor Tishman Speyer en julio de 2004.
Las obras comenzaron a finales de 2006 con la demolición del antiguo aparcamiento subterréneo de Zürich-Haus. La construcción del OpernTurm comenzó el 22 de enero de 2007.
La finalización del Opernturm a finales de 2009 añadió otro punto de referencia al famoso panorama urbano de la ciudad. Su elegante silueta y su fachada de piedra natural la diferencian de las torres de cristal que dominan ese paisaje. El adyacente parque Rothschild se ha ampliado con 5500 m² y rediseñado con el estilo de un jardín inglés.

## Inquilinos
En noviembre de 2009, la cadena de tiendas Manufactum fue el primer inquilino del podio del edificio. El principal inquilino del edificio es la sede alemana de Union Bank of Switzerland AG (UBS), que ocupa 31 000 m². A finales de 2010 el edificio estaba alquilado al 95%.